# Vera Fischer
Pour l’article homonyme, voir Vera Fischer (mathématicienne).
Vera Fischer, née le 27 novembre 1951 à Blumenau, est une actrice brésilienne. Elle a été élue Miss Brésil 1969. 

## Biographie

### Jeunesse et études
Vera Fischer est née le 27 novembre 1951 à Blumenau, au Brésil. Sa mère, Hildegard Berndt, est Brésilienne de descendance allemande et son père, Emil Fischer, est Allemand. Dans son autobiographie, elle décrit son père, Emil Fischer comme un « nazi convaincu », qui était violent avec elle et l'a forcée à lire Mein Kampf, œuvre écrite par Adolf Hitler. Leur relation n'a jamais été bonne, même si elle l'admirait.
Même à cinq ans, elle ne parlait que l'allemand et apprend alors le portugais à l'école. Issus d'une famille protestante, elle étudie dans une école catholique et assiste tout de même à des messes.

### Élection Miss Brésil 1969
Élue successivement Miss Santa Catarina, Vera Fischer est élue puis sacrée Miss Brésil 1969 le 28 juin 1969 au Ginásio do Maracanãzinho de Rio de Janeiro. Elle succède à Martha Vasconcellos, Miss Brésil 1968 et Miss Univers 1968. Le prix de Miss Sympathie lui fut décerné également.
Dans son autobiographie, elle révèle qu'au moment du concours, elle n'était âgée que de 17 ans et qu'elle admet avoir triché sur son âge pour accéder au concours où il était stipulé qu'il fallait avoir minimum 18 ans pour y participer. Elle portait également une perruque, un accessoire contraire au règlement du concours.
Le 19 juillet 1969, elle se classe parmi les quinze demi-finalistes au concours Miss Univers 1969, qui avait eu lieu à Miami Beach, aux États-Unis.  

#### Parcours
- Miss Blumenau 1969.
- Miss Santa Catarina 1969.
- Miss Brésil 1969 au Ginásio do Maracanãzinho.
- Top 15 au concours Miss Univers 1969 à Miami Beach, aux États-Unis.

### Carrière cinématographique et télévisuelle
Vera Fischer ne tourne qu'au début de sa carrière que dans des pornochanchadas avec notamment Sinal Vermelho - as Fêmeas de Fauzi Mansur et A Super Fêmea d'Aníbal Neto Massaini. Seulement, sa carrière percera au cinéma avec Anjo Loiro en raison de la censure établie par le général Antonio Bandeira et Rogério Nunes cinq semaines après la sortie du film pendant la dictature militaire. Le film s'inspire du roman dramatique allemand Professor Unrat d'Heinrich Mann. 
En 2000, elle incarne le rôle de Helena Lacerda dans Secrets de famille.

### Vie privée
Vera Fischer se marie en 1971 avec l'acteur et réalisateur brésilien Perry Salles. De cette union, elle donne naissance à Rafaela Fischer le 2 août 1979. Ils divorcent en 1987.
Elle rencontre l'acteur brésilien Felipe Camargo sur le tournage de la série télévisée Mandala et se marie avec lui en 1989. Elle donne naissance à son second enfant, Gabriel Camargo. Elle divorce en 1995.

## Filmographie

### Cinéma
| Année | Film                                         | Réalisateur                                        | Rôle            | Observations |
| ----- | -------------------------------------------- | -------------------------------------------------- | --------------- | --- |
| 1972  | Sinal Vermelho - as Fêmeas                   | Fauzi Mansur                                       | Angela          | |
| 1973  | A Super Fêmea                                | Aníbal Massaini Neto                               | Eva             | |
| 1973  | Anjo Loiro                                   | Alfredo Sternheim                                  | Laura           | |
| 1973  | As Delícias da Vida                          | Maurício Rittner                                   | Fernanda        | |
| 1974  | Essa Gostosa Brincadeira a Dois              | Victor di Mello                                    | Lígia           | |
| 1974  | As Mulheres que Fazem Diferente              | Adnor Pitanga                                      | Marília         | Partie Uma Delícia de Mulher Réalisation sous la collaboration de Cláudio MacDowell, Lenine Otoni et Adnor Pitanga.                          |
| 1974  | Macho e Fêmea                                | Ody Fraga                                          | Juliana         | |
| 1975  | Intimidade                                   | Perry Salles et Michael Sarne                      | Tânia Velasco   | |
| 1980  | Perdoa-me por Me Traíres                     | Braz Chediak                                       | Judite          | Adaptation de la pièce de théâtre éponyme de Nelson Rodrigues                                                                                |
| 1981  | Bonitinha mas Ordinária ou Otto Lara Resende | Braz Chediak                                       | Ritinha         | Adaptation de la pièce de théâtre éponyme de Nelson Rodrigues et du film brésilien Bonitinha, mas Ordinária réalisé par JP Carvalho en 1963. |
| 1981  | Eu Te Amo                                    | Arnaldo Jabor                                      | Bárbara         | |
| 1982  | Amor Estranho Amor                           | Walter Hugo Khouri                                 | Anna            | |
| 1982  | Dôra Doralina                                | Perry Salles                                       | Dora            | Adaptation du roman éponyme de Rachel de Queiroz                                                                                             |
| 1984  | Amor Voraz                                   | Walter Hugo Khouri                                 | Anna            | |
| 1984  | Quilombo                                     | Carlos Diegues                                     | Ana de Ferro    | Adaptation à partir des romans Ganga Zumba de João Felício dos Santos et de Palmares de Decius de Freitas.                                   |
| 1989  | Doida Demais                                 | Sérgio Rezende                                     | Letícia         | |
| 1990  | Le cinquième singe                           | Éric Rochat                                        | Madame Watts    | Adaptation du roman éponyme de Jacques Zibi                                                                                                  |
| 1991  | Forever                                      | Walter Hugo Khouri                                 | Cristina Teller | |
| 1993  | Fala Baixo, Senão Eu Grito                   | Júlio Calasso                                      | Solteirona      | Adaptation de la pièce de théâtre éponyme de Leilah Assunção                                                                                 |
| 1997  | Navalha na Carne                             | Neville d'Almeida                                  | Neusa Suely     | Adaptation de la pièce de théâtre éponyme de Plínio Marcos                                                                                   |
| 2002  | Xuxa e os Duendes 2 - No Caminho das Fadas   | Paulo Sérgio Almeida, Rogério Gomes et Márcio Vito | Rainha Dara     | |

### Télévision
| Année | Film                               | Réalisateur                                                                                                 | Rôle                      | Observations                                                                                    |
| ----- | ---------------------------------- | --- | ------------------------- | ----------------------------------------------------------------------------------------------- |
| 1977  | Espelho Mágico                     | Daniel Filho, Gonzaga Blota et Marco Aurélio Bagno                                                          | Diana Queiróz (Débora)    |                                                                                                 |
| 1978  | Sinal de Alerta                    | Walter Avancini, Jardel Mello et Paulo Ubiratan                                                             | Sulamita Montenegro       |                                                                                                 |
| 1979  | Os Gigantes                        | Régis Cardoso et Jardel Mello                                                                               | Helena                    |                                                                                                 |
| 1980  | Coração Alado                      | Roberto Talma                                                                                               | Vívian Ribas              |                                                                                                 |
| 1981  | Brilhante                          | Daniel Filho                                                                                                | Luiza Sampaio Carvalho    |                                                                                                 |
| 1987  | Mandala                            | Richard Waddington et Roberto Talma                                                                         | Jocasta Silveira          |                                                                                                 |
| 1990  | Riacho Doce                        | Paulo Ubiratan, Reynaldo Boury et Luiz Fernando Carvalho                                                    | Eduarda                   |                                                                                                 |
| 1990  | Desejo                             | Wolf Maya et Denise Saraceni                                                                                | Saninha (Anna de Assis)   | Adaptation télévisuelle d'après l'histoire vraie d'Anna de Assis                                |
| 1992  | Cidinha                            | Carlos Lombardi                                                                                             | Cidinha                   |                                                                                                 |
| 1993  | Agosto                             | Paulo José, Denise Saraceni et José Henrique Fonseca                                                        | Alice                     |                                                                                                 |
| 1994  | Pátria Minha                       | Dênis Carvalho                                                                                              | Lídia Thompson Laport     |                                                                                                 |
| 1996  | O Rei do Gado                      | Luiz Fernando Carvalho                                                                                      | Nena Mezenga (1re phrase) |                                                                                                 |
| 1998  | Você Decide                        | Paulo José, Herval Rossano, Roberto Talma, Guel Arraes, Fábio Sabag, André Schultz et Mario Márcio Bandarra | Annie                     |                                                                                                 |
| 1998  | Pecado Capital                     | Luiz Fernando Carvalho                                                                                      | Laura                     | Adaptation télévisuelle d'une série télévisée éponyme réalisée par Daniel Filho et Jardel Mello |
| 2000  | Secrets de famille                 | Ricardo Waddington                                                                                          | Helena Lacerda            |                                                                                                 |
| 2001  | Le Clone                           | Jayme Monjardim                                                                                             | Yvete Simas Ferraz        |                                                                                                 |
| 2003  | Agora É que São Elas               | Roberto Talma                                                                                               | Antônia Mendes Galvão     |                                                                                                 |
| 2004  | Senhora do Destino                 | Wolf Maya, Luciano Sabino, Marco Rodrigo et Cláudio Boeckel                                                 | Vera Robinson             |                                                                                                 |
| 2005  | América                            | Jayme Monjardim, Marcos Schechtman, Luciano Sabino, Marcelo Travesso et Teresa Lampreia                     | Úrsula                    |                                                                                                 |
| 2007  | Amazônia, de Galvez a Chico Mendes | Glória Perez                                                                                                | Lola                      |                                                                                                 |
| 2007  | Duas Caras                         | Wolf Maya                                                                                                   | Dolores                   |                                                                                                 |
| 2008  | Casos e Acasos                     | Jayme Monjardim, Alexandre Boury et Carlo Milani                                                            | Vera                      | Épisode 6: O Desejo Escondido, o Cara Deprimido e o Livro Roubado                               |
| 2009  | Caminho das Índias                 | Marcos Schechtman                                                                                           | Chiara                    |                                                                                                 |
| 2010  | Afinal, o Que Querem as Mulheres?  | Luiz Fernando Carvalho                                                                                      | Celeste                   |                                                                                                 |
| 2011  | Passions mortelles                 | Dennis Carvalho et Vinícius Coimbra                                                                         | Catarina Diniz            |                                                                                                 |
| 2012  | Salve Jorge                        | Marcos Schechtman                                                                                           | Irina                     |                                                                                                 |
| 2016  | Tá no Ar: a TV na TV               | Maurício Farias                                                                                             | Helena                    | Participation spécial                                                                           |

## Théâtre
- 1984 : Negócios de Estado, de Louis Verneuil, dirigé par Flávio Rangel
- 1992 : Macbeth de William Shakespeare, dirigé par Ulysses Cruz
- 1993 : Désir sous les ormes d'Eugene O'Neill, dirigé par Ulysses Cruz
- 1998 : La Chatte sur un toit brûlant de Tennessee Williams, dirigé par Moacyr Góes
- 2004 : A Primeira Noite de um Homem de Charles Webb, dirigé par Miguel Falabella
- 2006 : Porcelaine fine de Georges Feydeau, dirigé par Antônio Pedro Borges
- 2007 : Confidências (monologue de Perry Salles, dirigé par Vera Fischer)
- 2015 : Relações Aparentes d'Alan Ayckbourn, dirigé par Ary Coslov
- 2017 : Ela é o Cara de Márcio Araújo et Andrea Batitucci, dirigé par Ary Coslov

## Distinctions
| Année | Cérémonie                                  | Pays              | Résultat | Prix              | Film                      |
| ----- | ------------------------------------------ | ----------------- | -------- | ----------------- | ------------------------- |
| 1977  | Prix APCA                                  | Drapeau du Brésil | Remporté | Meilleure actrice | Intimidade (1975)         |
| 1981  | 21e Troféu Imprensa                        | Drapeau du Brésil | Proposé  | Meilleure actrice | Brilhante (1981)          |
| 1982  | 15e Festival du film brésilien de Brasilia | Drapeau du Brésil | Remporté | Meilleure actrice | Amor Estranho Amor (1982) |
| 1982  | Prix Air France                            | Drapeau du Brésil | Remporté | Meilleure actrice | Amor Estranho Amor (1982) |
| 1987  | 27e Troféu Imprensa                        | Drapeau du Brésil | Proposé  | Meilleure actrice | Mandala (1987)            |
| 2000  | 40e Troféu Imprensa                        | Drapeau du Brésil | Proposé  | Meilleure actrice | Secrets de famille (2000) |
| 2000  | Melhores do Ano - Domingão do Faustão      | Drapeau du Brésil | Remporté | Meilleure actrice | Secrets de famille (2000) |
| 2001  | 41e Troféu Imprensa                        | Drapeau du Brésil | Proposé  | Meilleure actrice | Le Clone (2001)           |